# Paul Rémy (peintre)
Pour les articles homonymes, voir Rémy (homonymie) et Paul Rémy.
Paul Rémy est un artiste-peintre français né à Nancy le 4 octobre 1897 et mort dans cette même ville le 23 mars 1981.

## Biographie
Paul Rémy étudie la peinture à l'École nationale supérieure d'art de Nancy et entre dans l'atelier de Jules Larcher qui est un peintre spécialisé dans les natures mortes mais aussi le directeur de l'École nationale supérieure d'art de Nancy et du Musée des Beaux-Arts de la ville de Nancy de 1886 à 1920.  
Une de ses premières peintures, intitulée Les tranchées et réalisée juste après la guerre de 1914-1918, fut acheté par l'État[réf. souhaitée] une autre peinture Mélodie fut acheté par l'État en 1938. 
Sa production d'œuvres de qualité lui valut des critiques élogieuses dans la presse de l'époque[réf. souhaitée], en particulier pour ses caricatures des professeurs et du personnel de la Faculté de Pharmacie de Nancy. L'album fut édité en 1921 chez Berger-Levrault : il rassemble seize portraits-charges des enseignants représenté dans l'exercice de leur fonction d'enseignement ou de recherche.
Il réalise en 1940 des illustrations de cartes postales humoristiques et des affiches.  
Il fut apprécié pour ses natures mortes, ses peintures de paysages et ses portraits qui connurent une demande importante[réf. souhaitée].